# Crisis política del Tribunal Electoral del Poder Judicial de la Federación
La crisis política del Tribunal Electoral del Poder Judicial de la Federación duró del 4 de agosto al 2 de septiembre de 2021 cuando cinco de los siete magistrados que conformaban dicho tribunal votaran para destituir al presidente del órgano, José Luis Vargas Valdez, y nombraran en su lugar a Reyes Rodríguez Mondragón, lo que provocó el cargo fuera disputado por dos personas hasta el renuncia del primero el 9 de agosto.

## Precedentes
Tribunal Electoral del Poder Judicial de la Federación es el órgano judicial que tiene la última palabra respecto a las dediciones en materia electorales (todas las demás le corresponden a la Suprema Corte de Justicia de la Nación) y que forma parte del Poder Judicial de la Federación. Vargas Valdez asumió la titularidad del órgano el 3 de noviembre de 2020.
Las elecciones de México de 2021 se consideraron las más grandes al momento de su realización ya que se realizaron en todas las entidades federativas del país, por lo que se encargó de los procesos de impugnación llevados a cabo después del proceso electoral.

## Desarrollo
Cinco magistrados decidieron destituir al presidente del tribunal, José Luis Vargas Valdez, por considerarlo «poco ético»: Reyes Rodríguez Mondragón, Janine M. Otálora Malassis, Felipe Fuentes Barrera, Felipe de la Mata Pizaña e Indalfer Infante González. En contraposición el propio Vargas junto con Mónica Aralí Soto Fregoso no reconocieron su validez.  
Vargas se negó a dejar el cargo argumentando que legítimamente había sido nombrado para el mismo y que los demás miembros del tribunal no tenían entre sus atribuciones constitucionales destituir a su cabeza.
Sin embargo, el 9 de agosto admitió que durante su presidencia no logró construir los acuerdos necesarios para sobrellevar las discusiones internas del tribunal, por lo que confirmó su renuncia dejando la titularidad del cargo en disputa.
Después de que Vargas dejara el cargo Felipe Fuentes Barrera asumió la presidencia de forma interina en lo que reunían para elegir al nuevo presidente. Dejó el cargo el 2 de septiembre de 2021.
Reyes Rodríguez Mondragón fue elegido en el pleno y asumió el cargo de magistrado presidente tras la renuncia de Fuentes Barrera.